# Pal (nàutica)
El pal o arbre d'una embarcació es disposa perpendicularment a la quilla i serveix per a sostenir les veles, moure la càrrega o suportar les antenes de ràdio, hissar banderes, establir llocs d'observació, etc. Generalment té forma arrodonida o el·lipsoïdal.

## Pals en els velers de creu

Esquema bàsic d'un pal de tres peces: (1) pal mascle,
(2) masteler,
(3) masteleret.
I la part d'eixàrcia morta corresponent. Les "escales" 4,5 i 6, formades pels obencs i les fletxadures s'usen per a pujar als pals i a les vergues.

Als velers amb aparell rodó tradicionals els pals i les vergues eren de fusta. Des de molt aviat cada pal era format per dues o més peces (pal mascle, mastelers, ...). Cadascuna d'aquestes peces es construïa, al principi, d'un únic tros de fusta. Posteriorment cada part (el pal mascle, per exemple) es construïa de diverses peces de fusta encolades. A l'època de l'anomenada construcció mixta, amb estructures de ferro forjat industrial i folre de fusta, alguns pals mascles i algunes vergues es començaren a construir de ferro forjat i després d'acer, amb formes tubulars o buides.

## Pals en els velers moderns
Els pals d'aliatges d'alumini es van introduir pels voltants dels anys 1930 als iots de la «classe J». En l'actualitat la majoria de iots de creuer i de vela lleugera porten pals d'alumini. Alguns velers de construcció tradicional opten per a la fusta massissa o de secció buida. En el cas del patí de vela, un pal de fusta (amb menys prestacions en regata) facilita molt la maniobra d'adreçar-lo en cas d'haver-lo bolcat o sotsobrat. Es tracta d'una qüestió de volum al cap del pal. Més volum desplaça més aigua i dona més flotabilitat.
Hi ha classes de vela lleugera (505, Finn, Windsurf…) que autoritzen els pals de fibra de carboni (resina epoxídica reforçada amb teixits de carboni). Alguns iots també arboren pals de fibra de carboni.
Els avantatges dels materials moderns són molt notables. Un pal per a la classe 505 de fibra de carboni té aproximadament les mateixes dimensions que un pal de Patí de vela. I pesa la meitat que un pal d'alumini. Un pal de fusta encara pesa molt més.
Probablement sortiran nous materials, o s'adaptaran materials coneguts (encara massa cars i exòtics) com la fibra de bor.

## Estudis clàssics sobre el dimensionat dels arbres
Un dels primers treballs de Leonard Euler fou una memòria sobre el dimensionat de pals de vaixell. Els esforços que actuen sobre un pal de vaixell són de compressió, flexió i torsió. Cal verificar, molt especialment, la resistència al vinclament.
L'any 1726, Euler completà la seva tesi doctoral sobre la propagació del so, i el 1727 participà en un concurs organitzat per l'Acadèmia de París que proposava trobar la millor forma de col·locar els arbres en un vaixell. Euler quedà segon, només superat per Pierre Bouguer, que s'havia de convertir en el pare de l'arquitectura naval. Tanmateix, Euler guanyà el concurs 12 cops al llarg de la seva carrera.

## Menes de pals
- Arbre de trinquet: el pal situat més a la proa, en els vaixells de més d'un pal sempre que sigui més petit que el pal major.
- Arbre de mitjana: el pal situat més a la popa, en els vaixells de més d'un pal sempre que sigui més petit que el pal major.
- Arbre sec: arbre sense veles. «Anar a arbre sec». «Estar a arbre sec». «Córrer a arbre sec».